# 레 중종
레 중종(베트남어: Lê Trung Tông / 黎中宗, 1535년 ~ 1556년 3월 5일(음력 1월 24일))은 대월 후 레 왕조의 제13대 황제(재위: 1548년 ~ 1556년)이다. 성명은 레후옌(베트남어: Lê Huyên / 黎暄 여훤)인데, 《명사》에서는 레숭(베트남어: Lê Sủng / 黎寵 여총)이라고 하였다. 묘호는 중종(베트남어: Trung Tông / 中宗), 시호는 무황제(베트남어: Vũ Hoàng đế / 武皇帝)이다.

## 생애
레 장종의 장남으로, 1548년, 장종이 죽자 타인호아에서 즉위하였다. 권신 찐끼엠이 조정의 정사를 주관하였다.
1556년, 중종이 죽었다. 아들이 없었으므로 찐끼엠이 레러이의 형인 레쯔(베트남어: Lê Trừ / 黎除 여제)의 5세손을 황제로 옹립하니 이가 레 영종이다.

## 기년
| 중종        | 원년            | 2년        | 3년        | 4년        | 5년        | 6년        | 7년        | 8년        |
| ----------- | --------------- | ---------- | ---------- | ---------- | ---------- | ---------- | ---------- | ---------- |
| 서력 (西曆) | 1549년          | 1550년     | 1551년     | 1552년     | 1553년     | 1554년     | 1555년     | 1556년     |
| 간지 (干支) | 기유(己酉)      | 경술(庚戌) | 신해(辛亥) | 임자(壬子) | 계축(癸丑) | 갑인(甲寅) | 을유(乙卯) | 정묘(丁巳) |
| 연호 (年號) | 순평(順平) 원년 | 2년        | 3년        | 4년        | 5년        | 6년        | 7년        | 8년        |

| 전 임 장종 | 제13대 대월 후 레 왕조의 황제 1548년 ~ 1556년 | 후 임 영종 |